# Столкновение «Андреа Дориа» и «Стокгольма»
Столкновение океанских лайнеров «Андреа Дориа» и «Стокгольма» произошло 25 июля 1956 года в 45 морских милях к югу от острова Нантакет. Итальянский трансатлантический лайнер «Андреа Дориа», следовавший из Генуи в Нью-Йорк и шедший в полосе тумана, не смог разойтись со шведским трансатлантическим лайнером «Стокгольм», следовавшим из Нью-Йорка в Гётеборг. В результате столкновения «Андреа Дориа» затонул спустя 11 часов, 49 человек на обоих судах погибли. По соглашению между компаниями-владельцами установление виновного в суде было отменено, каждая сторона приняла на себя понесённые убытки и возмещение ущерба пострадавшим.

## Катастрофа

### Приближение «Андреа Дориа» к Нантакету
17 июля 1956 года лайнер «Андреа Дориа» покинул Геную и взял курс на Нью-Йорк. На его борту находилось 1706 человек — 1134 пассажира и 572 члена экипажа. Капитаном судна (с самого первого рейса) был 59-летний Пьеро Каламаи. Он был одним из самых опытных капитанов «Italian Line», которому компания полностью доверяла.
25 июля «Андреа Дориа», двигаясь в тумане со скоростью 21,8 узла, приближался к плавучему маяку «Нантакет» возле одноимённого острова; практически весь маршрут был пройден. Скорость лайнера была выше максимально допустимой в таких погодных условиях. Причиной этого было то, что судно опаздывало: на пирсе его ждали грузчики, которым платили почасовую зарплату. Поэтому лайнер должен был придерживаться расписания.

### Выход «Стокгольма» из Нью-Йорка
В то же время из Нью-Йорка собирался отчалить шведский лайнер «Стокгольм». Лайнер принадлежал компании «Swedish American Line» и был введён в эксплуатацию в 1948 году. Он был самым крупным из шведских судов, но, вместе с тем, самым маленьким среди пассажирских лайнеров, курсировавших через Северную Атлантику. Судно было на четверть короче «Андреа Дориа» и на 5 узлов медленнее (17—18 узлов).
В 1953 году «Swedish American Line» увеличила размеры надстройки «Стокгольма», в результате чего число мест для пассажиров было доведено до 548. Но судно сохранило свои обтекаемые очертания гоночной яхты — у него был удлинён бак, остро срезанный нос эсминца (усиленный для плавания во льдах) и изящно закругленная корма крейсера. Длина его составляла 160 метров, ширина — 21 метр. Судно имело 7 палуб и закрытый бассейн для плавания.
Опытнейший 63-летний капитан «Стокгольма» Харри Гуннар Норденсон (швед. Harry Gunnar Nordenson) был строгим и требовательным человеком. Сам лайнер содержался в безукоризненном порядке. Особенностью организации службы на шведском корабле было то, что вахту нёс один дежурный офицер. В момент столкновения им был третий помощник Йохан-Эрнст Карстенс-Йоханнсен (швед. Johan-Ernst Carstens-Johannsen).
В 11:31 «Стокгольм» вышел из Нью-Йорка и взял курс на Гётеборг. На его борту находилось 742 человека — 534 пассажира и 208 членов экипажа.

### Сближение, столкновение
25 июля наступил последний день рейса. Капитан Каламаи избрал кратчайший путь в северной части Атлантического океана — плавание по дуге большого круга через Азорские острова и далее на запад, к плавучему маяку «Нантакет», за которым вскоре должен был показаться берег США. Маяк «Нантакет» представлял собой небольшое, окрашенное в красный цвет судно, поставленное на якорь в открытом океане в 92,6 километрах от одноимённого острова, за пределами мелководья у его берегов.
«Стокгольм» в отличие от «Андреа Дориа» шёл в ясном лунном свете, вне полосы тумана. Поэтому Карстенс-Йоханнсен был в недоумении: радиолокатор отчетливо показывал приближавшееся судно, и в то же время не было видно ни ходовых, ни отличительных огней. В ночной темноте туман, скрывавший «Андреа Дориа», был совершенно не виден с борта «Стокгольма».
Миновав Нантакет, в 22:10 Каламаи взял курс на маяк Амброуз. Лайнер продолжал идти в густом тумане с видимостью, не превышающей 3,7 километров. На мостиках обоих судов увидели огни друг друга почти одновременно. На мостике «Стокгольма» Йоханнсен, увидев красный левый огонь «Андреа Дориа», решил ещё отвернуть вправо для того, чтобы уверенно разойтись по правилам (левыми бортами). На «Андреа Дориа» тоже заметили «Стокгольм», который им показался идущим на расхождение правыми бортами, как они и ожидали по наблюдениям за радаром, и на мостике итальянского лайнера решили отвернуть немного левее, для увеличения интервала при расхождении правыми бортами.
Когда «Андреа Дориа» вышел из тумана и суда стали видны друг другу, выяснилось, что они идут друг на друга. Третий помощник «Стокгольма» отвернул до упора вправо («право на борт») и дал команду «полный назад», рулевой на «Андреа Дориа» стал отворачивать до упора влево («лево на борт») не изменяя скорости, так как капитан Каламаи рассчитывал, что так судно быстрее повернёт. Паротурбинный двигатель «Андреа Дориа» давал при реверсе лишь от 30 % до 60 % мощности (для сравнения, дизели «Стокгольма» на заднем ходу давали все 100 % мощности) и длина остановки лайнера с полного хода составляла 5,5 километров. Однако расстояние между обоими лайнерами было слишком маленьким для того, чтобы предотвратить катастрофу.
В 23:10 приводимый в движение дизелями мощностью в 14 600 лошадиных сил нос «Стокгольма» с сокрушающей силой более 1 000 000 тонн вонзился в правый борт «Андреа Дориа» и начал рвать стальную обшивку как бумагу. «Стокгольм» пробил 7 палуб, а от удара «Андреа Дориа» сильно накренился влево, резко развернулся, оголив винты, и, продолжая идти полным ходом, потащил «Стокгольм» за собой, попутно увеличивая размеры пробоины. От сотрясений на нём остановился левый дизель, но его удалось запустить на задний ход.
Машины «Стокгольма», продолжавшие работать назад, со скрежетом выдернули нос из борта «Андреа Дориа»; суда расцепились, и в 12-метровую пробоину итальянского лайнера хлынула вода, «Андреа Дориа» мгновенно накренился на правый борт, но продолжал идти 22-узловым ходом. Через мгновение итальянский лайнер исчез в тумане. Капитан «Стокгольма» Норденсон из своей каюты услышал шум перемещающихся тросов машинного телеграфа и пошёл на мостик узнать, что случилось, но успел увидеть только исчезающую в тумане корму «Андреа Дориа».

### Эвакуация пассажиров
В 03:20 26 июля «Стокгольм» передал сигнал SOS, в котором говорилось, что судно столкнулось с другим кораблем, но может дойти до Нью-Йорка своим ходом. Носовая часть «Стокгольма» была полностью смята, но водонепроницаемые отсеки сохранились; потом стало известно, что на его борту погибли 5 членов экипажа.
Через 21 минуту после столкновения «Андреа Дориа» также передал сигнал SOS, в котором говорилось, что судно получило крен на правый борт в 20° и он постепенно увеличивается. Также радисты итальянского лайнера сообщили, что шлюпки левого борта спустить невозможно. Одним из первых откликнулся французский лайнер «Иль де Франс» («Île de France»), принадлежавший компании «Compagnie générale transatlantique»; на его борту находилось 1766 человек (940 пассажиров и 826 членов экипажа), капитаном был Рауль де Бодеан (фр. Raoul de Beaudean).
По аварийному распоряжению каждый из 1174 пассажиров и 572 членов экипажа должны были сесть в спасательные шлюпки и лишь 8 человек и капитан должны были остаться на лайнере для управления 8 лебедками, спускавшими все 16 шлюпок.
Пассажиры бросали детей в шлюпки на растянутые одеяла и чехлы, многие просто прыгали в воду, спускались по канатам, а пожилые люди либо прыгали в воду с огромными усилиями, либо с помощью молодых пассажиров спускались в шлюпки по канатам. На борту «Андреа Дориа» не было паники, хотя все понимали, что без шлюпок левого борта половина пассажиров обречена на гибель. Но помощь пришла быстро: когда крен «Андреа Дориа» увеличился до 28°, к судну подошли шлюпки с лайнеров «Стокгольм» и «Иль де Франс», корабля «Рядовой Уильям Томас», фруктовоза «Кейп Энн» («Cape Ann») и эсминца «Эдвард Х. Аллен». Столь скорая помощь объясняется тем, что катастрофа произошла на оживлённом участке маршрута (иначе пассажиров судна могла бы ждать участь пассажиров «Титаника»). Другое счастливое обстоятельство вызвано тем, что в ту ночь был полный штиль, что способствовало успешному проведению спасательных работ.
После 04:00 старший помощник «Андреа Дориа» доложил, что на борту лайнера никого не осталось — все пассажиры покинули судно. Тогда капитан Каламаи приказал покинуть судно экипажу, попросив добровольцев задержаться на борту до подхода буксиров береговой охраны. Это было его первое в ту ночь разрешение, дававшее экипажу право покинуть корабль, не считая приказаний экипажам спасательных шлюпок. Капитан Каламаи передал также по радио на «Рядовой Уильям Томас» — быть наготове, чтобы в случае необходимости оказать «Андреа Дориа» помощь.
К утру 26 июля удалось спасти всех членов экипажа и пассажиров лайнера, кроме тех, кто погиб при столкновении (44 человека); капитан Каламаи покинул судно последним. Через 11 часов после столкновения, в 10:09 «Андреа Дориа» ушёл под воду в 3,7 километрах к юго-западу от места столкновения со «Стокгольмом». «Андреа Дориа» затонул правым бортом, носом вниз. Его корма немного задралась вверх, а затем тоже исчезла под водой. На тёмной поверхности океана появился изумрудный пенистый след длиной около 215 метров. Судно затонуло на глубине около 75 метров.
Во время эвакуации пассажиров многие члены экипажа итальянского лайнера продемонстрировали низкий уровень моральных качеств: они садились в шлюпки сами и отплывали от судна, не взяв на борт пассажиров. Всего шлюпками «Андреа Дориа» было спасено около 40 % пассажиров и 60 % членов экипажа.
Гибель «Андреа Дориа»
Радиосообщения
- 01:43 — «Андреа Дориа»: «Положение угрожающее. Нужно как можно больше шлюпок. Свои спустить не можем» (итал. Situazione minacciosa. Abbiamo bisogno di tante barche possibili. Non possiamo lasciar andare i nostri).
- 02:20 — «Иль де Франс»: «Спустили на воду 10 шлюпок» (фр. Lancé 10 bateaux).
- 02:24 — «Кейп Энн»: "Подняли на борт первую шлюпку со спасёнными с «Андреа Дориа» (англ. Raised aboard the first boat with the rescued from Andrea Doria).
- 03:20 — «Стокгольм»: «Всем, всем, всем! Говорит „Стокгольм“. У нас разрушена носовая часть судна. Трюм № 1 затоплен. В других частях судна повреждений нет. Попытаемся дойти до Нью-Йорка своим ходом. Во избежания несчастного случая просим сопровождать до Нью-Йорка» (швед. Till allt, allt, allt! Säger Stockholm. Vi har förstört båtens båge. Håll nr. 1 är översvämmade. I andra delar av fartyget finns ingen skada. Vi kommer att försöka nå New York på egen hand. För att undvika en olycka, följ med till New York).
- 03:22 — катер береговой охраны «Эвергрин» («Evergreen»): «Кейп Энн» подбирает людей с «Андреа Дориа». Требуется медицинская помощь. «Стокгольм» повреждён, но, видимо, может идти своим ходом« (англ. Cape Anne selects people from the Andrea Doria. Medical care is required. Stockholm is damaged, but, apparently, can go on its own).
- 03:59 — „Эвергрин“: „Кейп Энн“ принял на борт 200 человек с „Андреа Дориа“. Спасательные работы продолжаются» (англ. Cape Ann took on board 200 people from the Andrea Doria. Rescue work continues).
- 04:05 — «Рядовой Уильям Томас»: «Подобрал 50 человек» (англ. Picked up 50 people).
- 04:25 — «Стокгольм»: "На борту «Стокгольма» примерно 425 спасенных с «Андреа Дориа» (швед. Ombord på Stockholm cirka 425 räddade från Andrea Doria).
- 04:55 — радио береговой службы: «Спасены 875 человек. Вылетает вертолёт. „Стокгольм“ готов продолжать рейс, но пока стоит на месте» (англ. Rescued 875 people. The helicopter flies. Stockholm is ready to continue the flight, but still stands still).
- 06:10 — неизвестное судно: «Андреа Дориа» сильно накренён. Кромка главной палубы вошла в воду" (англ. Andrea Doria is very heeled. The edge of the main deck entered the water).
- 06:19 — береговая служба радирует на «Стокгольм»: «Суда береговой службы „Тамароа“ и „Оваско“ будут сопровождать вас до Нью-Йорка» (англ. Ships of the coastal service Tamaroa and Ovasko will accompany you to New York).
- 07:10 — «Иль де Франс»: «Спасено около 1000 человек» (фр. Enregistré environ 1000 personnes).

К 03:30 на «Андреа Дориа» оставалось не менее 100 человек, к 07:00 на «Андреа Дориа» не осталось ни одного человека.

#### Хронология спасательной операции
Ближе всех к месту катастрофы оказалось грузовое судно «Кейп Энн» длиной 119 метров. На его борту была команда из 44 человек.
Изменили курс и направились к «Андреа Дориа» норвежское грузовое судно «Дионне» («Dionne»), американский военный транспорт «Рядовой Уильям Томас», эсминец «Эдвард Х. Аллен», танкер «Роберт Гопкинс» и французский лайнер «Иль де Франс».
На «Стокгольме» к спуску спасательных шлюпок приступили в 02:00 ночи. Но ещё раньше, в 00:45, к месту катастрофы подошёл «Кейп Энн». В 01:23 появился «Рядовой Уильям Томас», постепенно спустивший на воду 2 моторных бота.
В итоге каждым кораблём было спасено:
- «Стокгольм» — 545 человек (среди них было 234 члена экипажа),
- «Кейп Энн» — 129 человек,
- «Рядовой Уильям Томас» — 159 человек,
- «Эдвард Х. Аллен» — 77 человек (в том числе капитан Каламаи и 8 офицеров),
- «Иль де Франс» — 753 человека.
- «Роберт Гопкинс» — 1 человек.

В 07:05 была поднята на борт и закреплена на шлюп-балках последняя шлюпка, а спустя 10 минут «Иль де Франс» взял курс на Нью-Йорк. Перед этим он медленно обошёл тонущий «Андреа Дориа» по широкой дуге. Напоследок лайнер трижды приспустил флаг Франции, а капитан де Бодеан дал 3 протяжных гудка (это был прощальный салют в честь «Андреа Дориа»).
В 08:30 прибывшими двумя вертолетами были эвакуированы на берег 5 наиболее тяжело пострадавших.
Капитан Норденсон осторожно управлял «Стокгольмом», проверяя его мореходность. В 10:15 он в сопровождении «Оваско» также взял курс на Нью-Йорк со скоростью 8,4 узла. 27 июля «Стокгольм» в сопровождения 3 буксиров и 1 катера достиг Нью-Йорка.

## Последствия катастрофы
Непосредственно в момент столкновения погибли: на «Андреа Дориа» — 43 человека, на «Стокгольме» — 3 человека.
Позднее на берегу в больницах умерли ещё 3 человека. 1 пассажир с «Андреа Дориа» умер от инфаркта на борту «Стокгольма» на следующий день во время возвращения в Нью-Йорк.

## Причины катастрофы
- Одной из причин катастрофы считается, что ни капитаны обоих лайнеров, ни их подчинённые не умели рассчитывать манёвр расхождения, оперируя только отметками на экране радиолокатора[9].
- При переходе через океан «Андреа Дориа» израсходовал более 4000 тонн жидкого топлива и пресной воды[10], но капитан Каламаи не набрал забортной воды в пустые танки — это стало одной из причин почти мгновенной потери лайнером остойчивости, что сделало невозможным нормальный спуск шлюпок[11].
- При разборе катастрофы выяснилось, что опытный капитан Каламаи, как ни странно, имел весьма приблизительное представление о маневренных качествах своего судна[9].

## Судебное разбирательство
Сразу после завершения спасательной операции итальянская сторона предложила шведам решить вопрос полюбовно, не обращаясь в суд, для избежания предания гласности закулисной деятельности на морском транспорте в целом. Однако, шведская сторона посчитала для себя неприемлемым предложение итальянской компании — разделить поровну убытки, не выделяя виновника катастрофы. Это обошлось бы каждой стороне в 15 млн долларов, которые она была бы вынуждена уплатить как половину стоимости погибшего «Андреа Дориа», не считая сумм для удовлетворения исков в связи с увечьем и гибелью пассажиров, потерей багажа и груза. Предложение решить вопрос без суда было отклонено.
19 сентября 1956 года в Американском окружном суде южного округа Нью-Йорка началось предварительное слушание по делу. «Italian Line» возбудила против «Swedish American Line» иск за потерю принадлежавшего ей роскошного лайнера на сумму 25 млн долларов, увеличив его затем до 30 млн. Шведская компания возбудила против итальянской встречный иск на сумму 2 млн долларов.
8 января 1957 года, спустя три с половиной месяца после начала слушания дела были представлены в качестве приобщаемых к делу вещественных доказательств 26 различных книг и схем, относящихся к балластировке, перекачиванию по трубам, поперечному затоплению и другим вопросам, связанным с остойчивостью «Андреа Дориа». После оценки представленных документов лицам, контролирующим деятельность «Italian Line», стало ясно, что судебное разбирательство почти наверняка будет проиграно; кроме того, оглашение причин гибели лайнера было не в их интересах. С согласия итальянского правительства, владельца основного пакета акций, они приняли основные условия, предложенные «Swedish American Line». Последняя освобождалась от возмещения убытка. Соглашение, которого удалось в конце концов достигнуть, предусматривало отказ обеими пароходными компаниями от исков по возмещению убытков и взаимное прекращение всяких судебных дел против друг друга.
Таким образом, «Italian Line» и ее страховщики приняли на свой счет потерю судна стоимостью в 30 млн долларов. Лица, контролирующие деятельность «Swedish American Line», отказались от встречного иска, приняв на свой счет стоимость новой носовой части корпуса для «Стокгольма», которая определялась в 1 млн долларов, и предполагаемый убыток в связи с выводом судна на период ремонта из эксплуатации, оцениваемый также в размере 1 млн долларов.

## Интересные факты
- Во время столкновения 14-летняя девочка Линда Морган (англ. Linda Morgan) была в той части судна, куда ударил нос «Стокгольма» (1-й класс, каюта № 52). Девочка чудом выжила, когда от удара её перекинуло на нос «Стокгольма»; долгое время она не могла понять, что с ней произошло и где она находилась. Один из членов экипажа «Стокгольма» говорил по-испански и успокоил её. Через некоторое время она воссоединилась с семьей, хоть и не полной: её 8-летняя сестра Джоан погибла при столкновении[17]. В прессе Линду Морган назвали «чудо-девочкой».
- После гибели «Андреа Дориа» «Italian Line» заказала новое судно как замену погибшему флагману. Новый лайнер назвали «Леонардо да Винчи[англ.]».
- На борту «Андреа Дориа» находились американские актрисы Рут Роман (путешествовала на нём с 4-летним сыном) и Бетси Дрейк (супруга актёра Кэри Гранта).
- «Андреа Дориа» послужил прототипом лайнера на съёмках американского фильма ужасов «Корабль-призрак», под именем «Antonia Graza», хотя его реальные размеры были намеренно преувеличены.
- В 1957 году американский фотожурналист Гэрри Траск (англ. Harry Trusck), снявший лайнер с аэроплана за 9 минут до его погружения под воду, получил за серию своих аэрофотоснимков Пулитцеровскую премию «За выдающуюся фотографию».
- Лайнер «Стокгольм» (его нынешнее название — «MV Astoria») эксплуатируется по сей день, являясь старейшим действующим океанским лайнером (изначально в июне 2020 года из-за спада пассажиропотока, вызванного пандемией COVID-19, был выведен из эксплуатации и выставлен на аукцион, но в июле 2021 года был приобретён новыми владельцами и возвращён в эксплуатацию).